# Natalia Smirnova
Natalia Vladímirovna Smirnova –en ruso, Наталья Владимировна Смирнова– (11 de mayo de 1979) es una deportista rusa que compite en lucha libre. Ganó cuatro medallas en el Campeonato Europeo de Lucha entre los años 2005 y 2012.

## Palmarés internacional
| Campeonato Europeo | Campeonato Europeo | Campeonato Europeo | Campeonato Europeo |
| Año                | Lugar              | Medalla            | Categoría          |
| ------------------ | ------------------ | ------------------ | ------------------ |
| 2005               | Varna (Bulgaria)   | Medalla de plata   | 51 kg              |
| 2006               | Moscú (Rusia)      | Medalla de bronce  | 51 kg              |
| 2009               | Vilna (Lituania)   | Medalla de bronce  | 55 kg              |
| 2012               | Belgrado (Serbia)  | Medalla de plata   | 63 kg              |